# Sâg
Sâg es una comuna ubicada en el distrito de Sălaj, Rumania.

## Superficie
Posee una superficie de 87,88 kilómetros cuadrados.

## Demografía
Hasta 2021 la población era de 3324 habitantes, con una densidad de población de 37,82 habitantes por kilómetro cuadrado.